# Wybory parlamentarne w Danii w 1979 roku
Wybory parlamentarne w Danii w 1979 roku zostały przeprowadzone 23 października 1979. Wybory wygrała lewicowa partia Socialdemokraterne, zdobywając 38,3% głosów, co dało partii 68 mandatów w 179-osobowym Folketingu. Frekwencja wynosiła 85,6%.
| Partia                       | % głosów | liczba mandatów |
| ---------------------------- | -------- | --------------- |
| Socialdemokraterne           | 38,3%    | 68              |
| Venstre                      | 12,5%    | 22              |
| Konserwatywna Partia Ludowa  | 12,5%    | 22              |
| Partia Postępu               | 11%      | 20              |
| Socjalistyczna Partia Ludowa | 5,9%     | 11              |
| Det Radikale Venstre         | 5,4%     | 10              |
| Venstresocialisterne         | 3,7%     | 6               |
| Centrodemokraci              | 3,2%     | 6               |
| Partia Sprawiedliwości       | 2,6%     | 5               |
| Chrześcijańscy Demokraci     | 2,6%     | 5               |
| Komunistyczna Partia Danii   | 1,9%     | -               |
| Komunistyczna Partia Pracy   | 0,4%     | -               |
| Razem                        | 100%     | 179             |